# کلوشترمانسفلد
کلوشترمانسفلد (به آلمانی: Klostermansfeld) یک شهر در آلمان است که در مانسفلد-زودهارتس واقع شده‌است. کلوشترمانسفلد ۲٬۷۴۰ نفر جمعیت دارد.